# Nahant
Nahant és una població dels Estats Units a l'estat de Massachusetts. Segons el cens del 2000 tenia 3.632 habitants.

## Demografia
Segons el cens del 2000, Nahant tenia 3.632 habitants, 1.629 habitatges, i 970 famílies. La densitat de població era de 1.130,9 habitants/km².
Dels 1.629 habitatges en un 22,5% hi vivien nens de menys de 18 anys, en un 49,4% hi vivien parelles casades, en un 7,8% dones solteres, i en un 40,4% no eren unitats familiars. En el 33,8% dels habitatges hi vivien persones soles l'11,7% de les quals corresponia a persones de 65 anys o més que vivien soles. El nombre mitjà de persones vivint en cada habitatge era de 2,2 i el nombre mitjà de persones que vivien en cada família era de 2,85.
Per edats la població es repartia de la següent manera: un 18,6% tenia menys de 18 anys, un 4% entre 18 i 24, un 28% entre 25 i 44, un 29,9% de 45 a 60 i un 19,4% 65 anys o més.
L'edat mediana era de 45 anys. Per cada 100 dones de 18 o més anys hi havia 86,7 homes.
La renda mediana per habitatge era de 64.052 $ i la renda mediana per família de 76.926$. Els homes tenien una renda mediana de 52.045 $ mentre que les dones 46.522$. La renda per capita de la població era de 41.807$. Entorn de l'1,4% de les famílies i el 2,6% de la població estaven per davall del llindar de pobresa.